# ボトリオレピス
ボトリオレピス（学名：Bothriolepis) は、デボン紀後期の板皮類の属。ボスリオレピスとも呼ばれる。学名はギリシア語の「βόθρος (bóthros、溝)」と「λεπίς (lepis、鱗）」に由来し、「溝のある甲羅」を意味する。世界中に分布する汎存種であり、個体数と多様性に富んでいた。海洋の沿岸および淡水を含む、様々な水圏環境に生息していた。ほとんどの種は比較的小型の底生腐食動物であり、平均全長は約30cmであった。最大種の B. rex は全長170cmと推定されている。世界中から60種以上が知られているが、現代の底生生物と比較しても多様性に富んでいるわけでは無い。

## 分類
板皮綱胴甲目に分類され、最古の胴甲目は古生代のシルル紀に初めて出現し、デボン紀までに古大陸の全域に分布していた。ボトリオレピスの最古の種は中期デボン紀までに出現した。胴甲目は他の板皮類と同様に形態的に多様であり、頭部と体前部を覆う骨板が特徴である。板皮類の初期発生段階では、頭部と体の両方に薄い骨板があり、これにより初期発生段階の個体と、骨板の特徴が小さい分類群を容易に区別することができる。板皮類の一般的な骨板は、コンパクトな基底の層、中間の海綿状の層、および表層の3層から構成される。ボトリオレピスはこれらの構造を持つため、板皮類に分類される。板皮類はデボン紀末までに絶滅した。また板皮類は顎口類の側系統群である。顎口類の正確な出現時期は不明だが、わずかな化石記録から古生代初期であることが示唆されている。ボトリオレピスはデボン紀末に他の板皮類とともに絶滅した。

## 外部形態

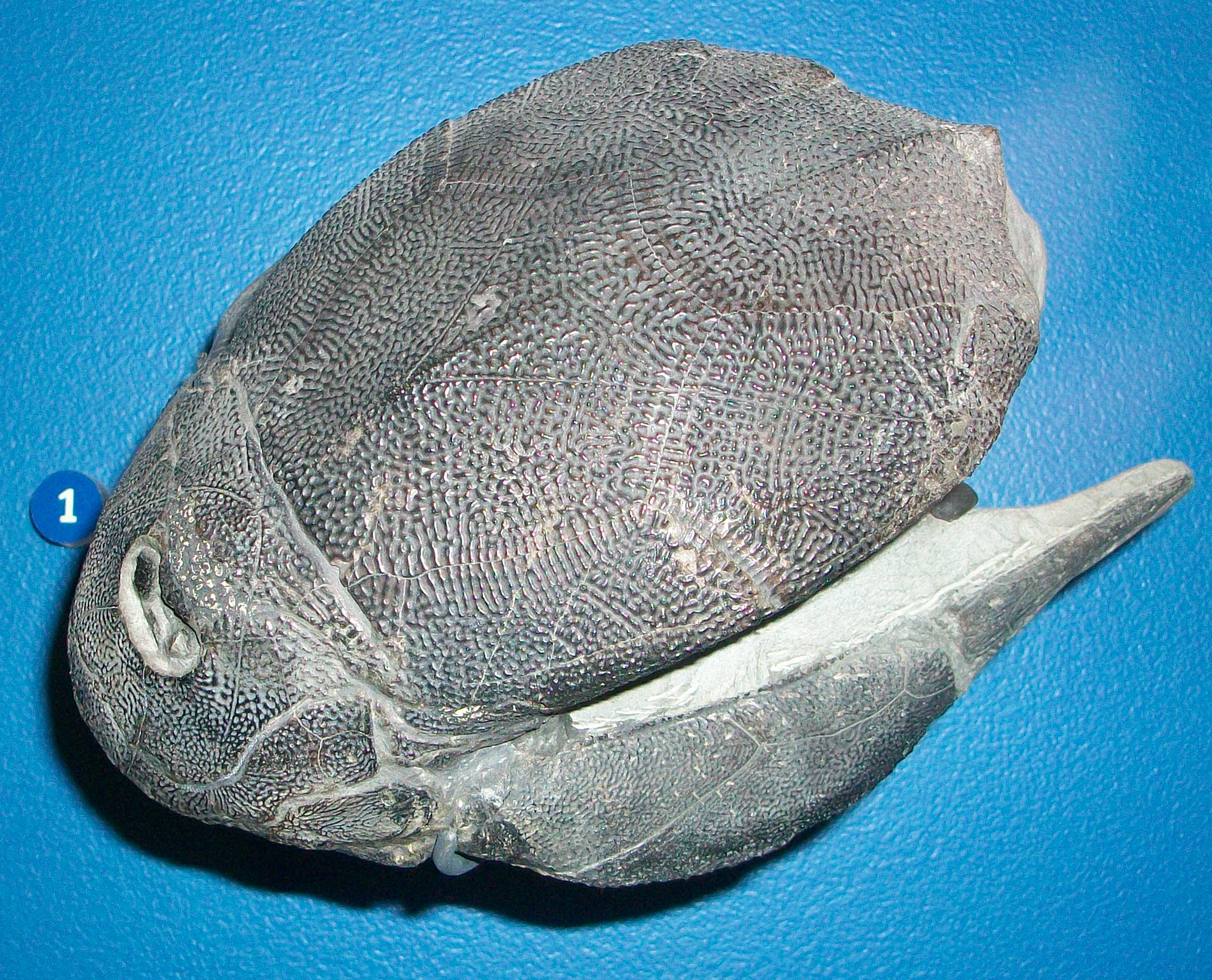
フィールド自然史博物館に収蔵されている B. canadensis の化石

### 頭部
頭部には2つの開口部があり、1つは上側の正中線に沿った目と鼻孔のある鍵穴型の開口部で、もう1つは頭部下側の前端近くにある口である。鼻嚢と思われる構造の発見により、鼻孔は目のすぐ上にあったという考えが裏付けられた。腹側にある口の位置は、典型的な水平の休息姿勢と一致している。頭蓋骨には特別な特徴があり、目と鼻孔の開口部の下には鼻嚢を囲む眼窩前の陥凹がある。

### 顎
西オーストラリア州のゴーゴー累層から採取されたサンプルにより、内顎の形態学的特徴が判明した。胴甲目の顎の上部を形成する皮骨は、他の板皮類に見られる眼窩下の板と相同であることが明らかになった。下顎骨は分化した刃と咬合部から成る。下顎関節の隣には二枚の板があり、管のある骨から成る。口蓋方形軟骨には眼窩突起が無く、顎上部の皮骨の腹側部分にのみ付着しており、これにより脳頭蓋の篩骨領域は当初考えられていたよりも深かったことが判明した。ゴーゴー累層から発見された上記の標本に加え、頭部の前縁と側面の膜によって自然な位置に保持された口器を持つ標本がいくつか発見されている。顎は2つに分かれており、成魚では機能的に独立している。

### 胴体

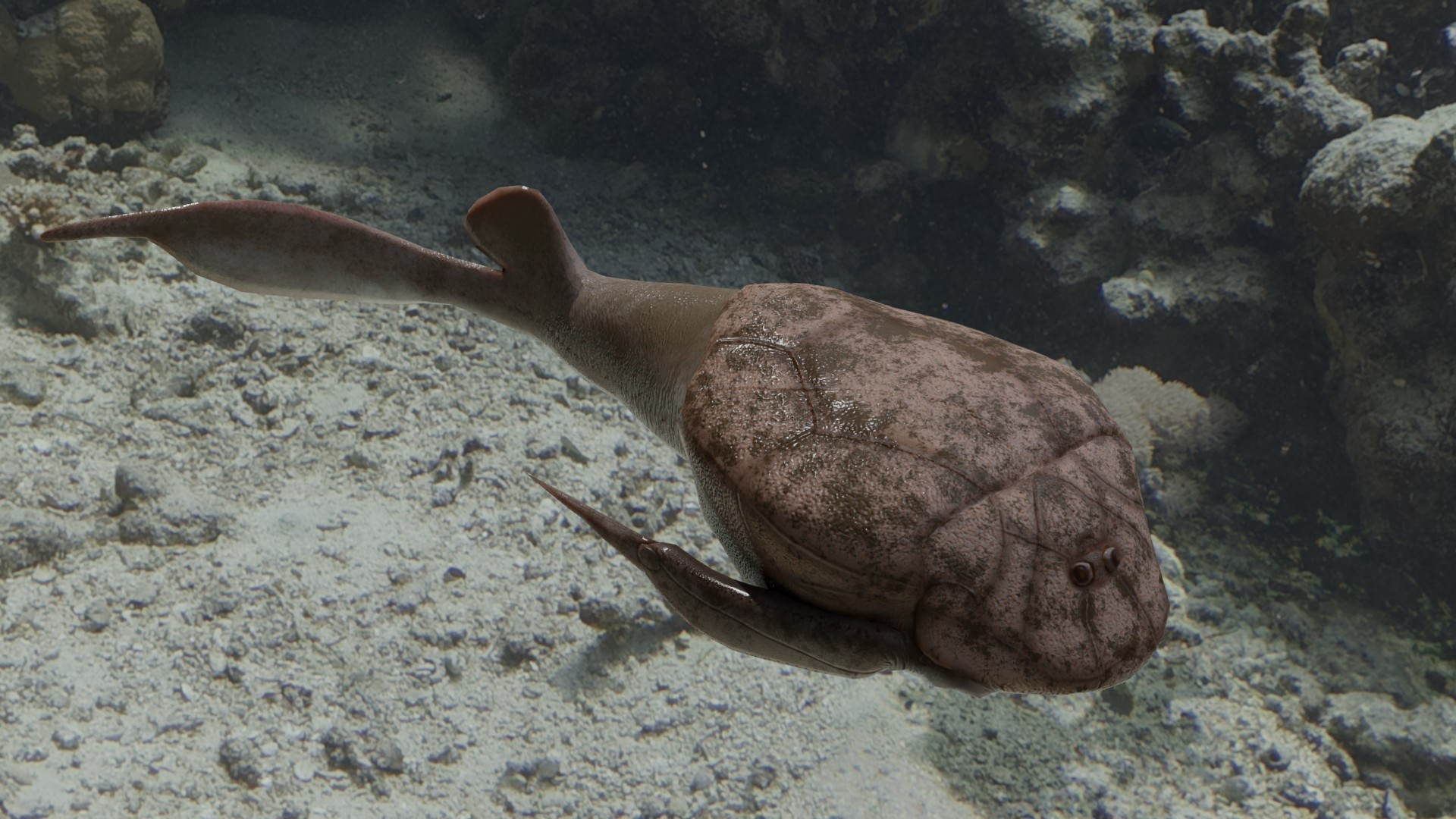
B. canadensisの復元図。背鰭は1基で、腹鰭は無い。

胴体は細く、鱗や模様の無い柔らかい皮膚で覆われていたと推定されている。腹側は平らであり、休息時には背側を上にした姿勢が安定していたと考えられる。胴の輪郭には膜状の鞘に囲まれた脊索が存在していた可能性が示唆されているが、脊索は軟組織であり通常化石にならないため、直接の証拠は無い。他の胴甲目と同様に、胸部と頭部の骨板は繋がっている。体を覆う骨板により、捕食者から身を守っていた。腹面には深い線と隆起のある大きく薄い円形の板があり、総排出口のすぐ下にある。

### 皮膚
骨板は表層、海綿状の層、緻密な基底層の3層から構成されている。B. canadensis では発生初期からこれらの層が明らかである。基底層が最初に発達する。表層には細胞骨から成ると思われる歯状突起があると推測されている。

### 鰭と尾

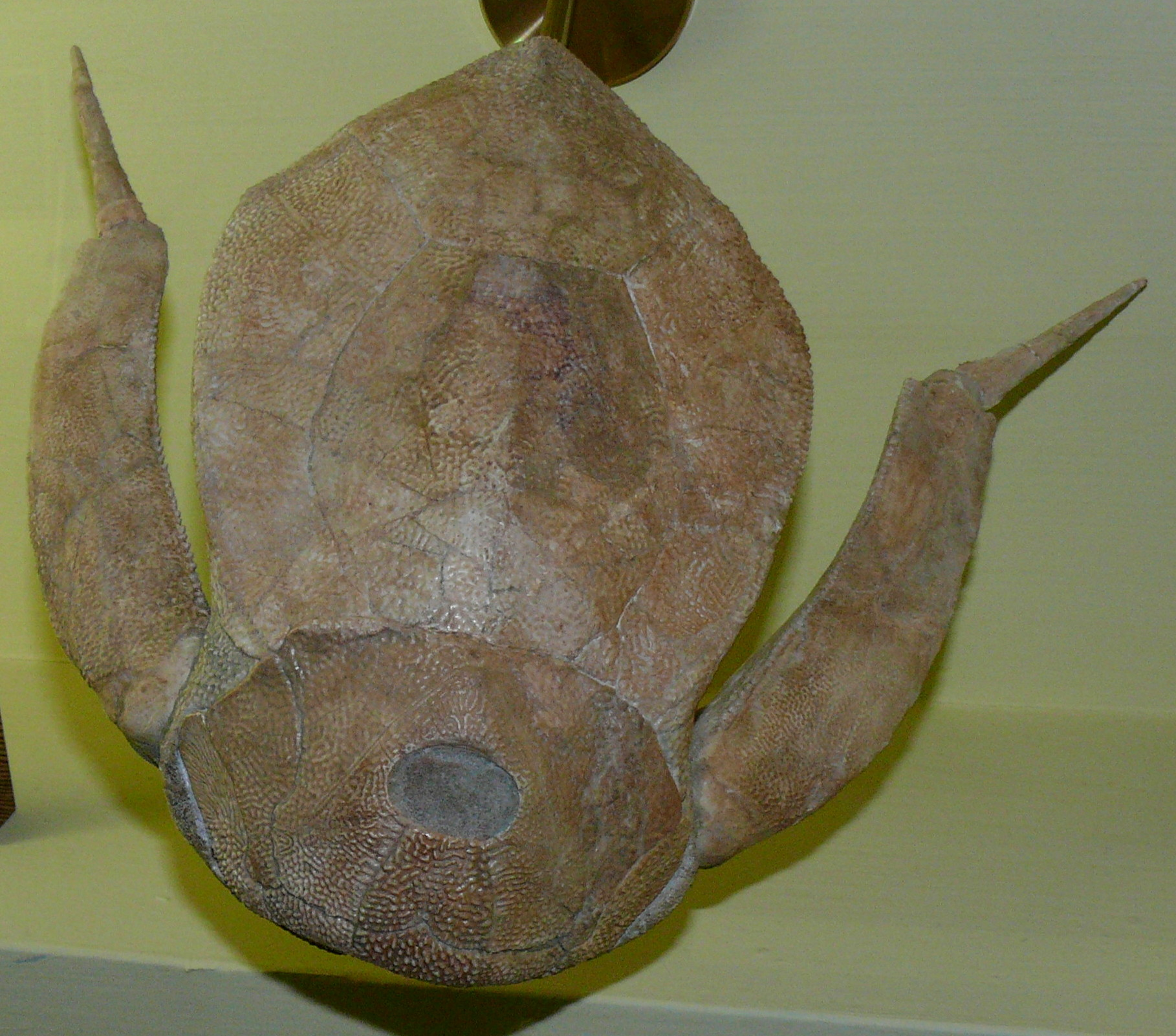
ロシアから得られた B. panderi の化石。胸鰭の関節がよく分かる。

棘のような長い胸鰭を持ち、基部と半分より少し長い位置に関節がある。厚い骨板に覆われるためすぐに海底に沈んでしまい、この鰭は体を海底から浮かせるために使われたと考えられている。また、胸鰭を使って泥や砂などの堆積物を巻き上げていた可能性もある。当初は2基の背鰭があったと考えられていたが、1996年に低く細長い背鰭の存在が否定され、現在では高く丸みを帯びた背鰭しか無いと考えられている。尾鰭は細長く帯状になっていたが、化石として保存されることはほとんどない。腹鰭を持たないが、パラユンナノレピスのような初期の祖先には腹鰭があったため、進化の過程で失われたと考えられる。

## 内部形態
通常体の柔らかい部分は速く分解され、化石に保存されない。そのため化石種では内部構造に関する情報が欠けていることが多い。しかし堆積物が生物が死んだ直後に内部を満たす場合、柔らかい組織が保存されることがある。外部とは異なる種類の堆積物が内部を満たしたときに保存され、なおかつ外部と繋がっている器官のみが保存される。ある標本では、内部化石は3つの異なる堆積物から構成されていた。1つ目は主に方解石からなる淡い緑がかった灰色の砂岩である。2つ目は多くの器官を保存している、1つ目より細かい堆積物である。3つ目は方解石を含まない、石英、雲母、その他の鉱物からなるシルト質の岩である。これらの堆積物は以下の内部形態を保存するのに役立った。

### 消化器系
一般的にボトリオレピスの消化器系は、ヒトとは異なり単純で直線的と言える。消化器系は上顎板の後部にある小さな口から始まり、より広く扁平な咽頭に伸びている。食道は口から胃に伸びる扁平な楕円形の管で、この楕円形の構造は、他の魚類に見られる腸の前端と相同である可能性がある。これらの構造の扁平さは、化石が地殻変動を経験した際の変化による可能性もある。腸の前端は狭く、横方向に広がり、その後再び後方向に狭くなって円筒形の直腸に至り、直腸は胴甲の後端内で終わる。消化器系は原始的で、拡張した胃を欠くが、独自に獲得した複雑な螺旋弁を持ち、これは軟骨魚類や多くの硬骨魚類と同等であり、一部のサメとも似ている。螺旋弁は軸に沿って巻かれた単一の組織のひだから成る。

### 鰓
鰓は原始的と推測されているが、その構造はまだよくわかっていない。鰓の側面は鰓蓋に囲まれており、頭蓋の外側部分の下の空間にあり、内側では脳函の下まで伸びている。通常の魚の鰓と比較すると、ボトリオレピスの鰓はより背側に位置し、前方により密集しており、比較的短く幅広いと考えられている。

### 腹嚢
胴甲から後方には、一対の腹嚢が腸の前端まで伸びている。これらの嚢は咽頭で単一の管として始まり、後方に広がって最終的に2つの嚢に分かれる。これらの嚢は、ある種の四肢動物の肺と相同である可能性がある。これらの器官や関節のある鰭、堅固な骨格から、ボトリオレピスは陸上での移動が可能だったのではないかという仮説もある。さらに外鼻孔と口が繋がっていた証拠が無いため、おそらく現代のハイギョと同様に、口を水面から出して空気呼吸をしていたと考えられている。
しかし板皮類が肺を持っていたことに同意しない学者もいる。Daniel Goujetによると、いくつかの消化器官の痕跡は明らかだが、肺の存在を裏付ける証拠は無いという。彼はボトリオレピスの世界的分布は海洋環境に限定されていると指摘しており、肺の存在は不明であり、今後さらなる化石の調査が必要だという。

## 食性
他のすべての胴甲目と同様に、泥やその他の柔らかい堆積物を飲み込み、そこに含まれるデトリタス、微生物、藻類、その他の有機物を食べていたと考えられている。また口が腹側にあることから、底生生物であった可能性が高い。消化管に炭素が存在する化石も発見されており、食事のほとんどが植物質で構成されていたと考えられている。本種を含む板皮類の食生活を直接観察できるケースは極めて少ないが、少なくとも、あるボトリオレピスの標本の胃内容物には貝類(Asmusia membranacea)が含まれていた。

## 分布

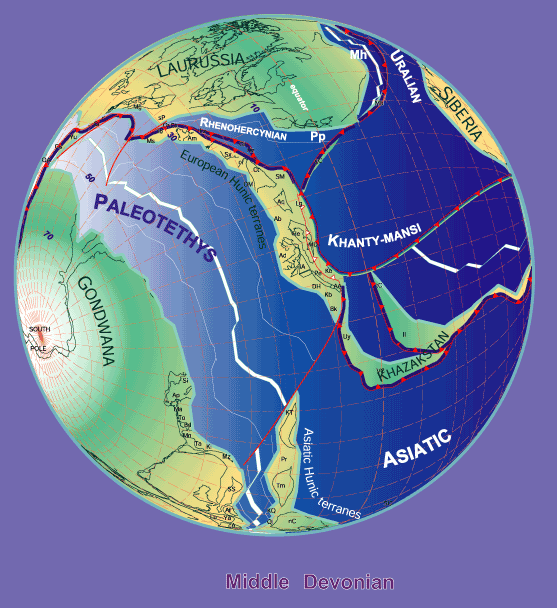
Stampfli & Borel, 2000 によるデボン紀中期、3億8000万年前の地球の様子

3億8700万年前から3億6000万年前、デボン紀中期から後期の地層から化石が発見されている。化石は淡水の地層から発見されているため、淡水の川や湖に生息していたと推定されているが、生息域はデボン紀の大陸の海岸線と一致しており、おそらく海水にも進出できたと考えられる。大規模な化石群はアジア、ヨーロッパ、オーストラリアのゴーゴー累層とマンデージェリー砂岩層、アフリカのウォータールーファームのラーガーシュテッテ、ペンシルベニア州のキャッツキル累層、ケベック州のエスクミナック層、バージニア州のシェムング、コロラド州、コロンビアのボヤカ県など、世界中から発見されている。

### キャッツキル累層
ペンシルベニア州のタイオガ郡に位置するデボン紀前期のキャッツキル累層から、ボトリオレピスの小型個体の大規模なサンプルが発見された。サンプルは一連の岩石で、部分的または完全な外部骨格から成っていた。200以上の個体が、ほとんどまたはまったく重なり合うことなく密集していた。このサンプルから、若いボトリオレピスの特徴に関する多くの情報が得られた。形態計測研究ではボトリオレピスの幼体の特徴が強調されており、中程度の大きさの頭部と中程度の大きさの眼窩があり、両方とも1948年に最小の B. canadensis 個体から認識された特徴である。その際に示された他のいくつかの特徴も、キャッツキル累層のサンプルでは見受けられる。結節ではなく連続した隆起で構成される装飾が施された繊細な皮骨、長さよりも幅が狭く、中央に連続した顕著な隆起を持つ背側の胴甲、および長さよりも幅が広い頭甲などがある。またこの層からは B. nitida と B. minor も発見されている。

## 種
合計で60種以上が知られているが、世界的に分布していたため、かなりの割合の種が有効であると考えられる。ここでは主な種を挙げる。

### Bothriolepis canadensis

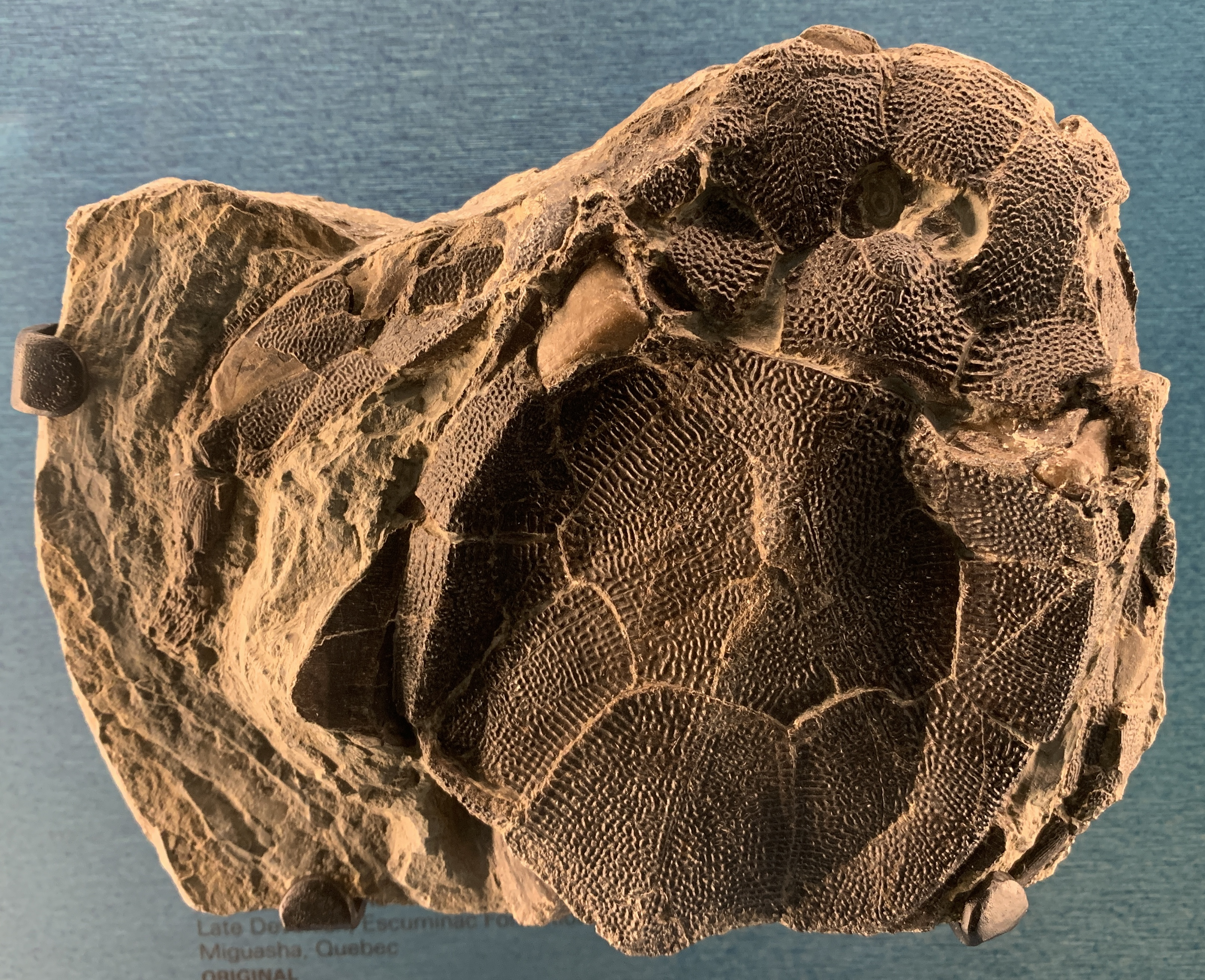
ロイヤル・ティレル古生物学博物館所蔵の Bothriolepis canadensis の化石。ケベック州産

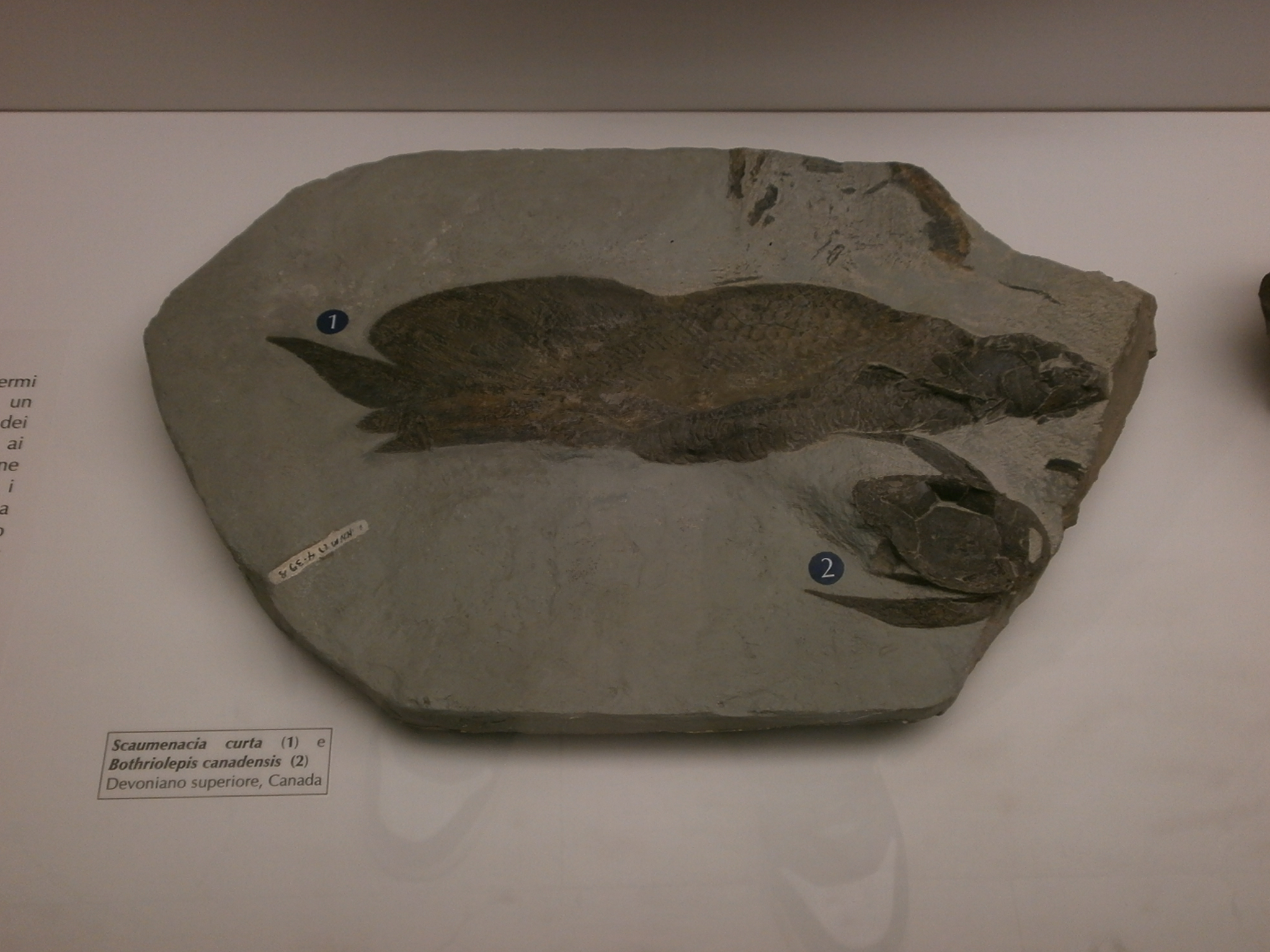
B. canadensis と古代のハイギョであるスカウメナシア の化石。

ケベック州のエスクミナック層から完全な標本が大量に発見されたため、胴甲目のモデルとしてよく使われる。非常に多くのサンプルが存在するため、キャッツキル累層で発見されたものを含む、新たに入手されたボトリオレピスの標本と比較するためによく使用される。この比較は新たに発見された標本が幼体なのか新種なのかという判断材料になる。
B. canadensis は、1880年にJ. F. Whiteaves によって、変形した少数の標本を用いて初めて記載された。次にこの種の復元を提唱したのは W. Patten で、保存状態の良い標本がいくつか発見された後、1904年にその研究結果が発表された。1948年、E. Stensio は大量の標本を使用して B. canadensis の詳細な形態を発表し、最終的にこの種の最も広く受け入れられた記述となった。Stensioの発表以来、Vezinaが修正した背鰭や、より最近ではArsenaultらによる化石となる過程の歪みがほとんどない標本からの復元など、様々な解剖学的構造を修正した B. canadensis の復元が多数提供された。現在はArsenaultらの復元が最も正確であると考えられているが、この種の外部形態についてはまだ多くの議論がある。しかしこの種は今でももっともよく知られている種の1つである。
外骨格は細胞性の骨組織から成り、明確な水平方向の帯状構造または層状構造が特徴である。平均全長は43.67cm、平均骨板長は15.53cmで、推定全長の35.6％を占める。多くの胴甲目と同様に、狭い胸鰭、脊索が尾鰭の上葉まで伸びている異尾、大きな背鰭を持っていたが、背鰭の目的は推進力では無く、体の安定化であった可能性が高い。

### Bothriolepis africana

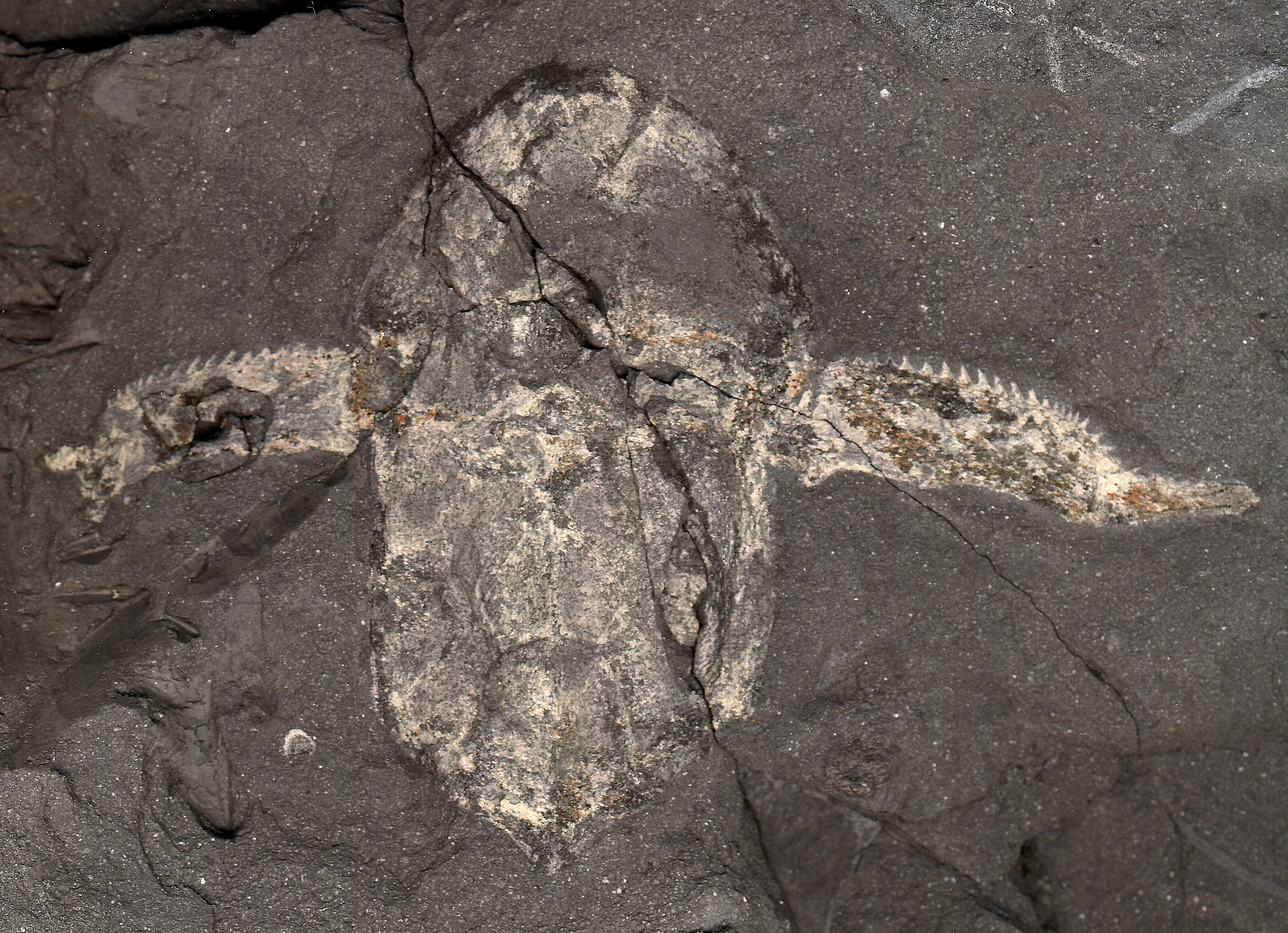
骨板長6cmと小型の B. africana の化石。

Bothriolepis africana は、後期デボン紀の南極圏内の堆積物から記載された。本種の化石は南アフリカ共和国のマカンダ付近にある、ファメニアンの炭素質頁岩から発見されているのみである。この地層は海洋と河川の両方の影響を受ける、沿岸のラグーンであったという。ここでの個体数は他の化石が発見された地域よりも少ないが、完全な個体発生を表しているとされている。頭部と胴体の骨板の長さは20-300mmで、尾の跡が残っている最も小さな2個体の比率に基づくと、全長は52-780mmと推測される。B. africana はジベティアン後期の南極に生息していた Bothriolepis barretti に最も近いと考えられている。この2種の類似性から、B. africana はゴンドワナ大陸東部に由来すると示唆されている。

### Bothriolepis coloradensis

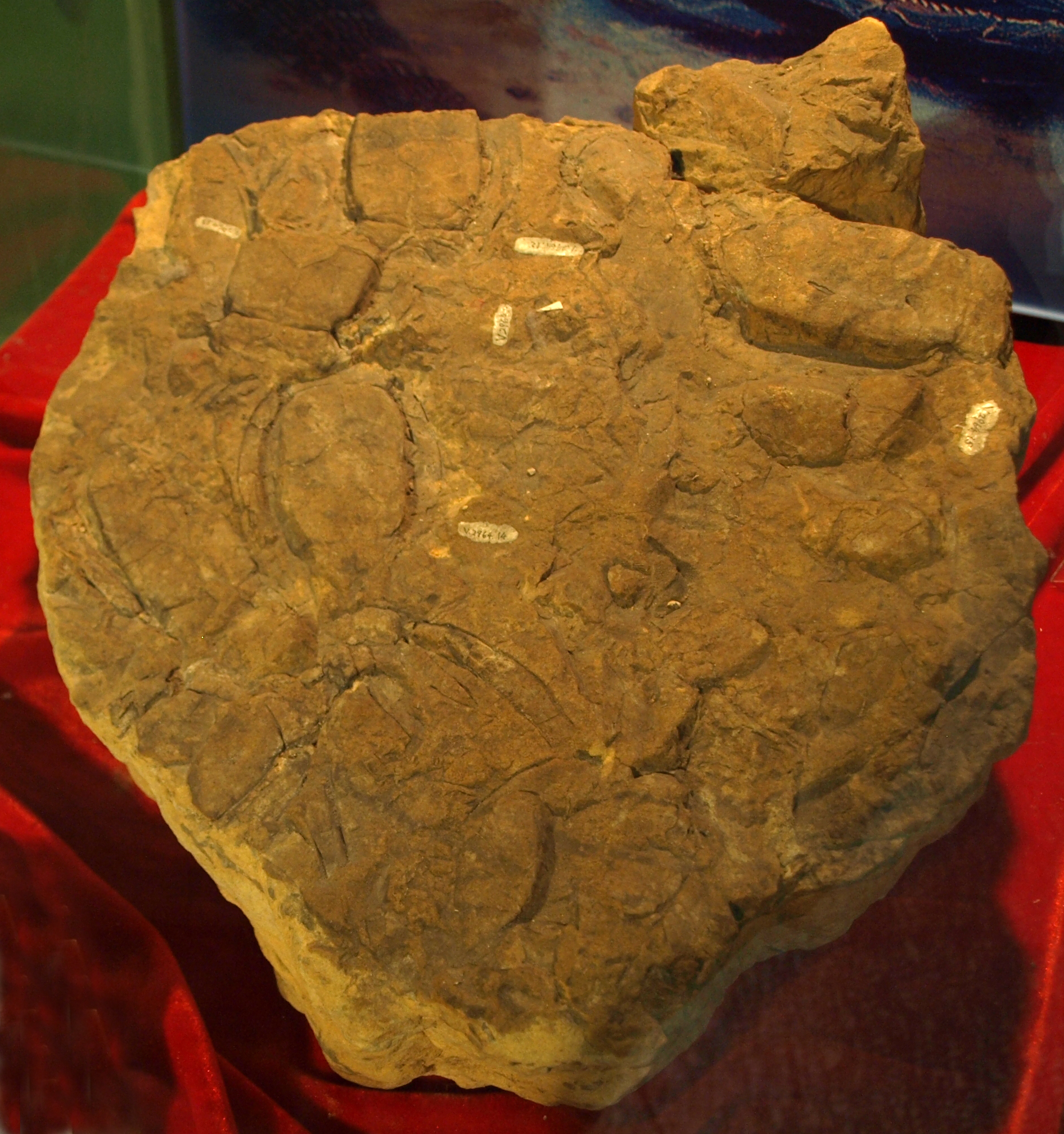
中国から得られた B. tungseni の化石

コロラド州から発見され、1904年にEastmanによって記載された。B. nitida と類似している可能性があるが、B. coloradensis に関する資料が断片的であるため、2つの種を確実に比較することは難しい。

### Bothriolepis nitida
ペンシルベニア州から発見され、1856年にJ. Leidyによって記載された。B. nitida と B. virginiensis の区別については多くの議論があるが、Weems(2004)に基づくと、B. nitida は最大頭甲長が65mmで、眼窩前の陥凹が狭く浅く三叉しており、前中央の背甲は長さよりも幅が広く、腹側の骨板は側面の縁が凸状といった特徴がある。

### Bothriolepis rex

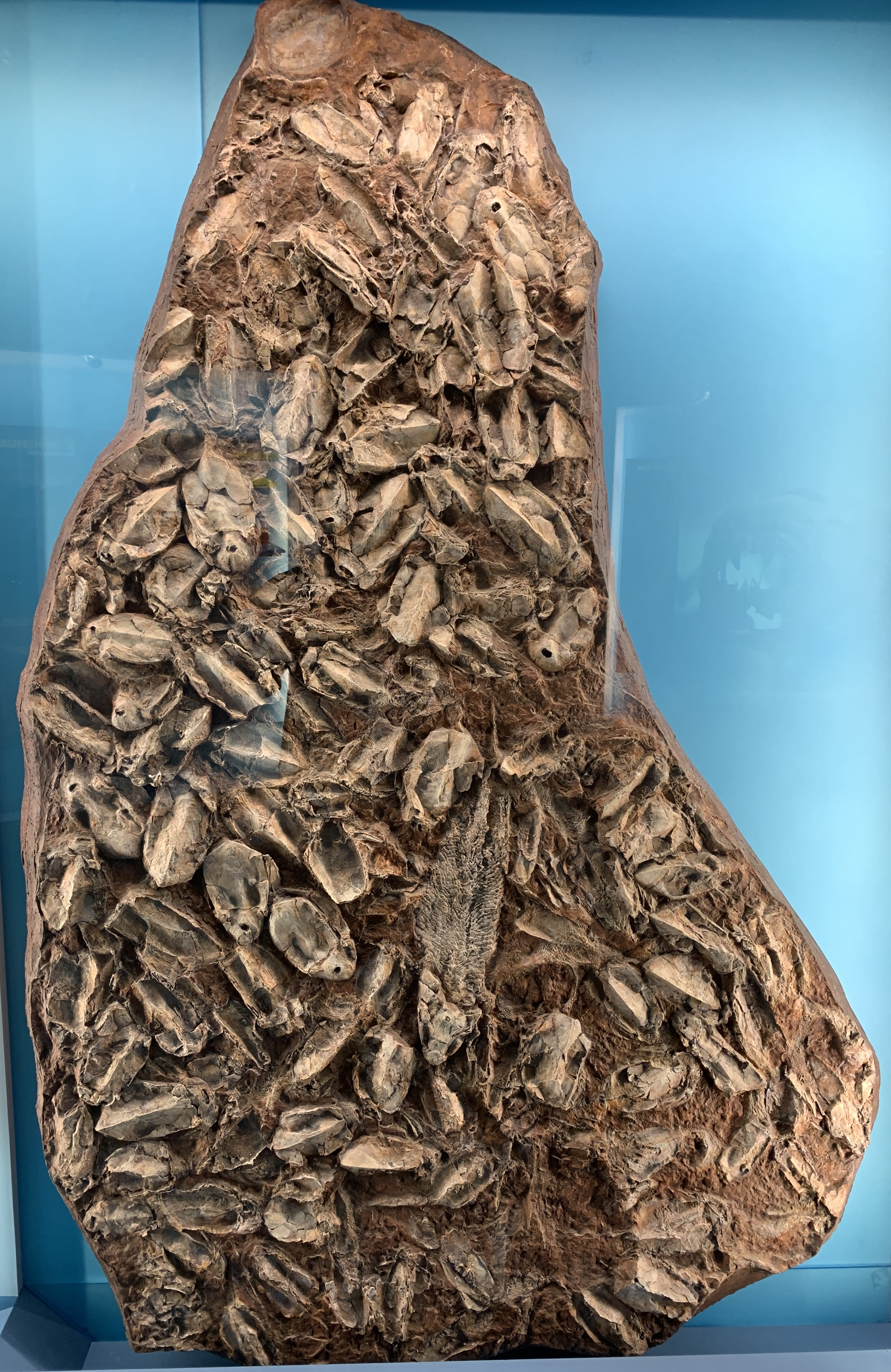
カノウィンドラから得られた化石群。淡水の池が干上がったために死亡した魚の化石が114個体記録されている。ほとんどは Remigolepis walkeri と Bothriolepis yeungae だが、1個体の 、2個体の若いグロエンランダスピスも存在する。

カナダのエルズミア島から発見され、2016年にDownsらにより記載された。全長1.7mと推定されており、既知のボスリオレピスの中では最大種である。その骨板は体の大きさを考慮しても特に厚く、密度が高い。これは大型捕食動物に対する防御とともに、浮力を調節する役割があった可能性がある。

### Bothriolepis virginiensis
バージニア州のウィンチェスター近郊から発見され、1981年にWeemsらによって記載された。本種は B. nitida など、他の種と共通する特徴をいくつか持っており、後頭部の感覚線が比較的前方の骨板上で交わること、比較的長い眼窩窓、前部・正中部・背側の隆起が低いことなどがある。本種を他の種と区別する特徴には、癒合した頭部、成体の胸鰭関節の癒合、頭甲に比べて長い前正中骨板などがある。
現在、B. virginiensis と B. nitida を互いに区別できるかどうかについては多くの議論がある。Thomson and Thomasは米国産のボトリオレピス5種（B. nitida、B. minor、B. virginiensis、B. darbiensis、B. coloradensis）は互いに区別することができないとしている。逆にWeemsはこれらの種を互いに区別する特徴があると主張している。

### Bothriolepis yeungae
1998年にカノウィンドラのマンデージェリー砂岩層から発見され、一箇所に多数の標本が集まっていることで知られている。カノウィンドラではレミゴレピスと並んで最も多い魚類化石の1つであり、1998年までに1,300個体以上の化石が発見されている。本種は縁にある前方を向いた突起が縮小しており、後方を向いた突起とは広い切れ込みによって分離されていることが特徴である。骨板長は77.6-190mmであった。